# Unfall in der Nacht
Unfall in der Nacht (Originaltitel: Accident nocturne) ist ein Roman des französischen Schriftstellers Patrick Modiano. Er erschien im Jahr 2003 in der Programmreihe Collection Blanche der Éditions Gallimard. Die Übersetzung ins Deutsche stammt von Elisabeth Edl und erschien im Jahr 2006 im Hanser Verlag.

## Inhalt

### Handlung
Aus einem zeitlichen Abstand von etwas mehr als dreißig Jahren blickt ein namenlos bleibender Erzähler auf einen Unfall zurück, der sich ereignet hatte, „kurz bevor [er] volljährig wurde“. Er war nachts zu Fuß in Paris unterwegs, als ihn auf der Place des Pyramides ein Auto anfuhr und am Knöchel verletzte. Er und auch die Fahrerin des Autos wurden zunächst in die Unfallstation des Hôtel-Dieu gebracht; er kann sich auch noch erinnern, dass er mit Äther betäubt wurde. Erst sehr viel später erwachte er in einem anderen Krankenhaus, in der Klinik Mirabeau, und ein dubioser „brünetter Klotz“ drängte ihn, einen „Unfallbericht“ zu unterschreiben.
Mit dem Unfall als Ausgangspunkt der Romanhandlung folgen zum einen die Erinnerungen des Erzählers an das Leben, das er damals geführt hat, und zum anderen die Beschreibung seiner beharrlichen Suche nach Jacqueline Beausergent, so hieß die Fahrerin des Autos, eines „wassergrünen Fiats“. Tatsächlich fand er sie schließlich sogar; das Gespräch miteinander fiel beiden leicht, aber als er immer noch einmal nachfragen wollte, „Ich glaube, daß Sie etwas vor mir verbergen“, duzte sie ihn unvermittelt und antwortete: „Das Leben ist viel einfacher als du glaubst...“

### Das zentrale Motiv
Noch in der Klinik war dem Erzähler klar geworden, welche Bedeutung der Unfall für ihn haben würde. „Dieser Unfall [...] hatte sich nicht zufällig ereignet. Er bedeutete einen Einschnitt. Er war ein heilsamer Schock, und er war zur rechten Zeit passiert, damit ich einen neuen Anlauf nehmen konnte im Leben.“ Später, zurück in seinem Hotelzimmer, fragte er sich, ob der Unfall „einen so tiefen Riß in [s]einem Leben verursacht [haben könnte], daß es nunmehr ein Davor und ein Danach gab“. – Er hatte auch, gleich als er bemerkte, dass er beim Sturz einen Schuh verloren hatte, sofort an einen anderen Unfall denken müssen. Hatte er nicht „jene[n] Hund aus seiner Kindheit, der von einem Wagen überfahren worden war, im Stich gelassen“? Und dann gab es – daran musste er später denken – seinen eigenen Unfall, als er von einem Lieferwagen umgefahren worden war, da war er wohl sechs Jahre alt gewesen. Erst fiel ihm gar nicht der Name des Ortes ein, wo es passiert war, zu oft hatten seine Eltern ihn bei verschiedenen Leuten an verschiedenen Orten untergebracht. In alten Papieren stieß er dann auf den Namen: Fossombronne-la-Forêt. Und es war seltsam, wie viele Übereinstimmungen es gab zwischen dem Unfall in jenem Fossombronne-la-Forêt und dem späteren in Paris.

### Einige Figuren
- Jacqueline Beausergent – bleibt bis zum Ende des Romans eine widersprüchliche Figur. Noch in der Klinik Mirabeau meinte er sich an ihr Gesicht zu erinnern, ein Gesicht aus seiner Kindheit, das er wiedererkannte: „Dasselbe Lächeln, dieselben blonden Haare“. Später, nachdem er auf den Namen des Ortes seines Unfalls als Sechsjähriger gestoßen war, schien es ihm sicher: Die Frau, die ihn damals zurück in das Haus brachte, wo er und auch diese Frau wohnten, „es [war] dasselbe Gesicht wie neulich in der Nacht, im Hôtel-Dieu.“ Aber konnte das sein? Der erste Unfall lag fünfzehn Jahre zurück. War dieselbe Frau inzwischen die Sekretärin jenes „brünetten Klotzes“ geworden, der sich Solière nannte und seine Identität verleugnete, als der Erzähler ihm in einem Café begegnete? Der Wirt sagte später, „ein Chorknabe“ sei dieser Solière ganz gewiss nicht.
- Doktor Bouvière – „... war einer der Gurus [oder] Vordenker, bei denen Leute im Alter des Erzählers eine politische Doktrin suchten, ein strenges Dogma“, und er fragt sich, wie er selbst damals „diesen Gefahren entronnen“ war. Bouvière hielt seine Versammlungen in Cafés rund um die Place Denfert-Rochereau ab. Der Mann scheint ein Doppelleben geführt zu haben – denn der Erzähler hatte ihn zuvor auch schon in einem Café in Pigalle in Begleitung einer Frau bemerkt, die aus einer ganz anderen Welt kam als Bouvières gelehrige Studentinnen. Was wird diese Frau gemeint haben, als sie verlangte „Und denken Sie das nächste Mal an meine Lieferung“ ?
- Geneviève Dalame – war unter den Teilnehmerinnen an den Versammlungen Bouvières diejenige, zu der „er eine vertrautere Beziehung zu haben [schien] als zu den anderen“. Einmal begegnete der Erzähler ihr in einem Pariser Autobus, und die „Verwirrung und Naivität“, die aus ihren Worten über Bouvière sprach, „rührte [ihn]“. Dass sie „ihrem Leben endlich einen Sinn geben“ wollte, konnte er letztlich sogar verstehen, hatte sie doch, „nach der Narbe an ihrem Handgelenk zu urteilen, [vor nicht allzu langer Zeit] ihrem Leben ein Ende machen wollen“.
- Hélène Navachine – war „einer der Gründe für die Anwesenheit [des Erzählers] in den Versammlungen“ Bouvières. Beide hatten den Eindruck, „nicht auf [einer] Wellenlänge“ mit den anderen Teilnehmern zu sein. Der Erzähler begleitete sie, wenn sie Schülern Musikstunden gab; bald übernachteten beide gemeinsam unter falschen Namen in Hotels; irgendwann reiste sie nach London ab, und der Erzähler hörte nie wieder etwas von ihr.
- Eine Alte mit dem Aussehen von Leni Riefenstahl – stellte sich dem Erzähler eine Weile lang abends vor seiner Haustür in den Weg, schleuderte ihm Schimpfwörter entgegen und stürzte sich sogar auf ihn, als er kühl und höflich reagierte. – Diese Erinnerung liegt nicht so lange zurück wie der Unfall in der Nacht, sondern ungefähr drei Jahre nur. Aber hat es diese Frau überhaupt wirklich gegeben? Er selbst fragt sich doch, wie er „in [seinem] Alter von diesem Phantom erschreckt werden“ konnte.

## Hintergrund

### Autobiographisches
Auch vor Unfall in der Nacht hatte Patrick Modiano in viele seiner Romane autobiographische Elemente eingebaut. Die überwiegende Zahl seiner Bücher kann dem Genre der Autofiktion zugeordnet werden. In einem Gespräch zu Unfall in der Nacht hat er betont: „Ja, es stimmt, hier sind es zentrale Elemente, die keineswegs der Fiktion angehören.“
Die beiden Unfälle in der Kindheit, mit denen der Erzähler den nächtlichen Unfall in Paris in Verbindung bringt – den des überfahrenen Hundes und den eigenen, bei dem er am Fuß verletzt wurde –, hat es im Leben des Autors Modiano tatsächlich gegeben. Den Unfall des Hundes erwähnt er in den autobiographischen Notizen mit dem Titel Éphéméride. Und in seiner Autobiographie Ein Stammbaum schreibt er: „Eines Nachmittags hat mich nach Unterrichtsschluß niemand abgeholt. Ich will allein nach Hause gehen, doch als ich die Straße überquere, werde ich von einem Lieferwagen umgestoßen. Der Fahrer bringt mich zu den Ordensschwestern, und diese drücken mir einen Ätherbausch aufs Gesicht, damit ich einschlafe. Von da an bin ich für Äthergeruch sehr empfänglich. Viel zu sehr.“ Dieser reale Unfall war in Biarritz passiert, nicht wie im Buch in Fossombronne-la-Forêt. Es gibt kein Fossombronne-la-Forêt in Frankreich.

### Varia
- Die Namen der Figuren. „Alle Eigennamen“, so hat Modiano in einem Gespräch bestätigt, seien „Namen [...] von Personen, die wirklich existiert haben“.[3] Zwei Beispiele:
  - Jacqueline Beausergent. Ein Name, der zurückweist auf die Zeit der deutschen Besetzung Frankreichs. In einem Text des Literaturwissenschaftlers Claude Burgelin heißt es: „Jacqueline Beausergent war die Geliebte eines Gangsters namens Accad, der wiederum ein Komplize von Joseph Damiani war. Damiani begann seine Karriere im Banditentum, indem er sich der Gestapo andiente. Damiani [wurde später wegen mehrerer schwerer Verbrechen] zum Tode verurteilt, dann begnadigt und unter dem Namen José Giovanni ein berühmter Autor der [Kriminalbuchreihe] Schwarze Serie.“ Die auch angeklagte Jacqueline Beausergent wurde zu einer zehnjährigen Gefängnisstrafe verurteilt. Burgelin fragt dann: „Ist die Wahl dieses Namens ein private joke, ein ziemlich sardonischer Schwindel oder etwas viel Zweideutigeres, das die komplexesten Punkte von Modianos Vorstellungskraft berührt?“[4]
  - Morawski. Im Roman ist es der wirkliche Name des „brünetten Klotzes“, der sich auch Solière nennt. Der Erzähler fragt sich: „Hatte ich [den Namen] aus dem Mund meines Vaters vernommen?“ – Herkunft: „Ich begleite meinen Vater in die Rue Christophe-Colomb, wo er einen neuen »Komparsen« aufsucht, einen gewissen Morawski.“ (Modiano, Ein Stammbaum).
- Einige Buchtitel werden im Roman genannt, oder es wird beiläufig auf sie angespielt, auf Eugène Sues Die Geheimnisse von Paris etwa.
  - Über Les Merveilles célestes – von Camille Flammarion, aber der Name des Autors fällt gar nicht – sagt der Erzähler, „keine Droge, weder Äther noch Morphium noch Opium, [hätte ihm einen solchen] Frieden“ verschaffen können wie die Lektüre dieses Buches.
  - Ein anderer Autor und dessen Buchtitel existieren dagegen nur in Modianos Fiktion. Bei einem Bouquinisten an der Seine fand der Erzähler einmal, viele Jahre nach den Versammlungen in Denfert-Rochereau, ein dreibändiges Werk von Fred Bouvière; der Titel des ersten Bandes: Les Souvenirs-écran. Ein von Sigmund Freud geprägter Begriff wird hier aufgegriffen: Deckerinnerung, im Französischen: souvenir-écran.

## Rezensionen
„Die Rekonstruktion der Vergangenheit hat ihre Grenzen, doch Modianos Literatur ist ohnehin weniger dem Objekt des Erinnerns als dessen Vorgang gewidmet. Und diesem hat er mit Unfall in der Nacht zum wiederholten Male einen subtilen kleinen Roman gewidmet, der vielleicht ein bisschen heller, zuversichtlicher ist als seine meisten Bücher, aber ebenso rätselhaft. Das größte Rätsel, das der Erzähler Modiano aufgibt, war aber immer die Frage, wie er mit seiner leisen Stimme so dringlich von unscheinbaren Dingen, unmerklichen Veränderungen zu erzählen weiß, dass wir ihm ein ums andere Mal ins schwebend Ungefähre folgen.“

„Modiano ist ein Schriftsteller von hohem Wiedererkennungswert. Das sollte niemanden zum Glauben verleiten, ihn schon zu kennen oder gar zu meinen, er schreibe immer dasselbe Buch. Längst hat er ein eigenes Universum geschaffen, wie es nur wirklich großen Autoren gelingt, eine überaus brüchige Welt voller Verluste, aber auch mancher kostbarer Momente des Glücks. Dieses Glück teilt sich auch dem Leser durch alle Trauer hindurch mit.“

## Ausgaben
- Accident nocturne. (Französische Erstausgabe.) Éditions Gallimard, Paris 2003, ISBN 2-07-073455-2.
- Unfall in der Nacht. (Deutsche Erstausgabe.) Aus dem Französischen von Elisabeth Edl. Hanser Verlag, München 2006, ISBN 3-446-20716-3.
- Unfall in der Nacht. (Taschenbuchausgabe.) Aus dem Französischen von Elisabeth Edl. Deutscher Taschenbuch Verlag, München 2014, ISBN 978-3-423-14434-6.